# Dolichopeza ridibunda
Dolichopeza ridibunda är en tvåvingeart som beskrevs av Alexander 1932. Dolichopeza ridibunda ingår i släktet Dolichopeza och familjen storharkrankar. Inga underarter finns listade i Catalogue of Life.